# Friedrich Fröhlich (Politiker)
Friedrich Fröhlich (* 20. September 1880 in Heutingsheim; † 23. September 1964 in Crailsheim) war von 1911 bis 1945 Bürgermeister von Crailsheim. Von 1938 bis 1945 war er Mitglied der NSDAP.

## Leben
Fröhlichs Mutter starb noch in seinem ersten Lebensjahr, sodass er bei seinem kinderlosen Onkel uns seiner Tante aufwuchs, die gemeinsam eine Gastwirtschaft betrieben. Fröhlich besuchte nur die Volksschule. Trotz fehlender finanzieller Möglichkeiten einer höheren Schulbildung schaffte er es durch intensive Vorbereitungen, die Prüfung zum gehobenen Verwaltungsdienst als Bester von 172 Prüflingen zu bestehen.

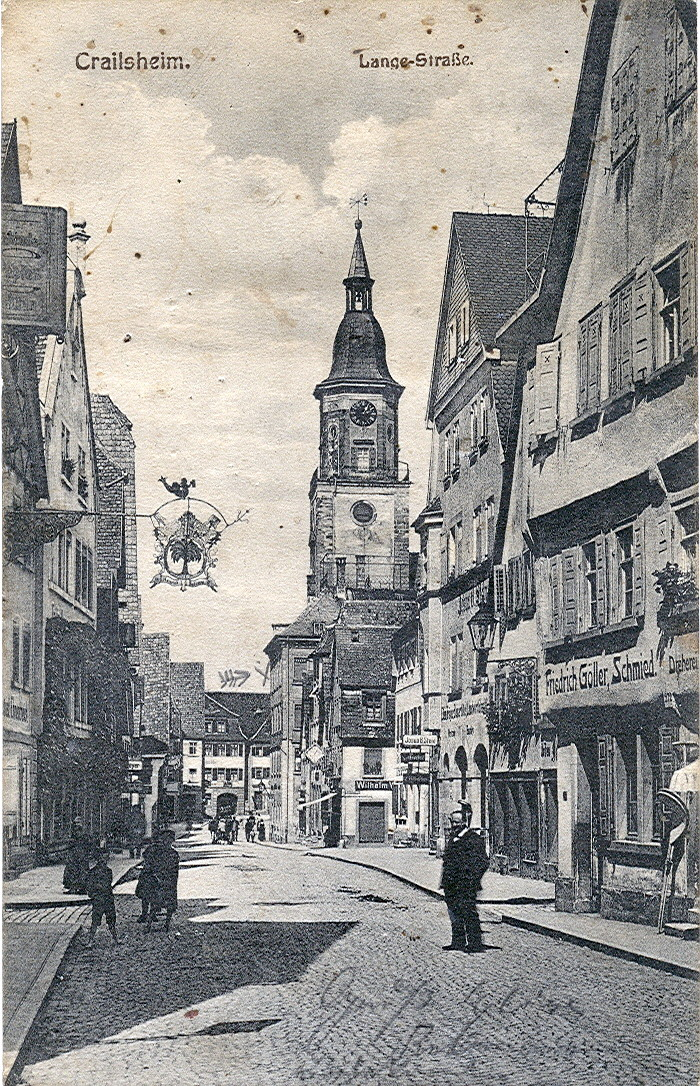
Crailsheimer Rathausturm um 1914

1902 begann er seine erste Anstellung als städtischer Beamter bei der Stadtverwaltung Crailsheim. 1906 wechselte er vorübergehend für fünf Jahre zur Stadtverwaltung Stuttgart, ehe er 1911 als parteiloser Kandidat bei der Bürgermeisterwahl in Crailsheim siegreich antrat. In den Jahren 1921 und 1931 wurde er jeweils mit großer Mehrheit wiedergewählt.
Nach der Machtergreifung der Nationalsozialisten im Jahre 1933 wollte ihn der Kreisleiter absetzen lassen, da er die NSDAP nicht genügend unterstützt habe. Ein entsprechendes Verfahren zog sich über mehrere Monate hin.

„Aber der Einfluß der Partei reichte nicht immer aus, um einen mißliebigen Bürgermeister zu entfernen. So blieb der Crailsheimer Stadtvorstand Fröhlich trotz wütender Proteste des Kreisleiters im Amt.“

Am 13. Juli 1937 beantragte er die Aufnahme in die NSDAP und wurde rückwirkend zum 1. Mai 1937 aufgenommen (Mitgliedsnummer 5.973.588). Er wurde auch förderndes Mitglied des NSFK und der NSV.
Bis zum 17. Mai 1945 stand Fröhlich an der Spitze der Stadt. Zur Bürgermeisterwahl 1948 trat er auf Bitte einer Gruppe Crailsheimer Bürger erneut zur Wahl an, verlor aber deutlich gegen seinen Kontrahenten Wilhelm Gebhardt.
Fröhlich war verheiratet und hatte zwei Kinder.

## Wirken

Einwohnerentwicklung Crailsheims von 1837 bis 2017

Während Fröhlichs Amtszeit verdoppelten sich das Stadtgebiet und die Einwohnerzahl Crailsheims. Zwischen 1911 und 1933 wurden durch die von ihm gegründete Gemeinnützige Baugenossenschaft Crailsheim rund 400 Wohnungen errichtet. 75 % davon wurden auf durch Fröhlich akquiriertem, städtischen Grund gebaut. Durch Notstandsarbeiten erreichte er, dass es den ersten Wohlfahrtsunterstützungsempfänger Crailsheims erst 1931 gab.
In seine Amtszeit fallen einige Industrieansiedlungen wie die der Marmeladenfabrik Bourzutschky und des Nahrungsmittelfabrikanten Schaper, der Möbelfabrik König, sowie einer Niederlassung der Robert Bosch GmbH. Ebenfalls entfiel der Bau des Crailsheimer Fliegerhorstes 1935 in seine Amtszeit. Des Weiteren begann er mit dem Aufbau des Heimatmuseums und erschloss das Baugebiet Kreuzberg.
Fröhlich galt als hervorragender Finanzverwalter. Bei seinem Ausscheiden hatte die Stadt nach seinen Angaben eine Million Reichsmark als Rücklagen gebildet, was nach heutiger Währung rund 4,5 Mio. Euro entspräche.
In seinem Entnazifizierungsverfahren wurde er als Mitläufer eingestuft. Eine negative Rolle spielte hier, dass er 1937 jüdischen Händlern auf Druck der Partei das Betreten des Marktes verboten hatte. Auslöser war ein Bild jüdischer Händler auf dem Crailsheimer Schweinemarktplatz, welches im Stürmer abgedruckt wurde. Zugute kam ihm allerdings unter anderem der Zuspruch Crailsheimer Juden. So bestätigte der letzte Vorsitzende der jüdischen Gemeinde in Crailsheim, der Seifen-, Oel- und Fetthändler Hermann Hilb, dass er oft schlimmeres verhindert habe. Trotz eines Berufungsverfahrens des öffentlichen Anklägers wurde die Einstufung Fröhlichs zeitlebens aufrechterhalten.

„Herr Fröhlich hat immer und jeder Zeit den höchsten Grad der Gerechtigkeit, Rechtlichkeit, tiefer menschlicher Gesinnung, hoher Menschenwürde gezeigt verbunden mit einer unermüdlichen Tätigkeit, bestrebt immer nur das beste für seine Gemeinde zu vollbringen. Er hat niemals einen Unterschied zwischen den Ständen und Religionen und Rassen gemacht. Er hat nur eines gekannt, Gerechtigkeit. Der jüdischen Gemeinde und deren Anwesen hat er immer soweit es in seiner Macht war, Schutz und Schirm zuteil werden lassen, auch in den Zeiten, wenn es keinesfalls ohne persönliche Gefahr möglich war.“

Nach 1945, bereits im Ruhestand, arbeitete er außerdem im Baulandumlegungsausschuss zum Wiederaufbau der Stadt mit.

## Ehrungen
Am nach unterschiedlichen Quellen 8. oder 20. September 1955 wurde ihm durch den Crailsheimer Gemeinderat in einstimmigem Beschluss die Ehrenbürgerwürde verliehen. Zur Begründung hieß es:

„Bgm a.D. Friedrich Fröhlich hat in nahezu 35 Jahren als Bürgermeister die Geschicke der Stadt Crailsheim vorbildlich und vorausschauend zum Wohle der Stadt und der Bevölkerung geleitet und auch nach seiner Amtszeit freiwillig maßgebend am Wiederaufbau der kriegszerstörten Stadt mitgearbeitet.“

Nach ihm ist außerdem seit 1968 die Bürgermeister-Fröhlich-Straße im Baugebiet Mittlerer Weg in Crailsheim benannt.

## Kritik
Aus heutiger Sicht gilt die Rolle Fröhlichs als umstritten. So wird er unter anderem für die Kriegszerstörungen und diverse Repressionsmaßnahmen während des NS-Regimes verantwortlich gemacht.
So war er unter anderem für die Deportation der Crailsheimer Juden und die sogenannte Arisierung ihres Eigentums mitverantwortlich. Stadtarchivarisch ist belegt, dass diese Vorgänge mit Kenntnis und Unterstützung der Stadtverwaltung stattfanden.
Während der letzten Tage des Krieges floh er außerdem zu seiner Familie nach Wäldershub, weswegen kein Verantwortlicher in der Stadt weilte, während diese durch Angriffe zerstört wurde. Durch entsprechendes Handeln hätten wohl die erheblichen Kriegsschäden zumindest eingedämmt werden können.